# Як-38У
Як-38У (внутреннее обозначение: изделие ВМУ, заводское обозначение: изделие 76, по кодификации НАТО: Forger-B — «Поддельщик») — палубный учебно-тренировочный самолёт вертикального взлёта и посадки разработки ОКБ Яковлева. Предназначался для обучения лётчиков палубной авиации. Як-38У базировались на борту тяжёлых авианесущих крейсеров «Киев», «Минск», «Новороссийск» и «Адмирал Горшков».

## История

### Разработка
Двухместная учебно-тренировочная модификация штурмовика Як-36М была нужна для обучения лётчиков, в частности для освоения техники вертикального взлёта и посадки. Директива ЦК КПСС и Совета Министров СССР от 27 декабря 1967 года предполагала создание такой машины. Впрочем, свои требования к ней Военно-воздушные силы установили только 4 марта 1971 года (требования были согласованы с начальником авиации Военно-морского флота). Дополнительным стимулом послужили уже идущие испытания Як-36М. Самолёт получил индекс Як-36МУ и внутреннее обозначение изделие ВМУ. К этапу «А» испытаний Як-36М был изготовлен полноразмерный макет передней части фюзеляжа Як-36МУ, демонстрирующий оснащение кабины. Совместная комиссия ВВС/ВМФ осмотрела и одобрила его в феврале 1972 года.
Як-36М был компактной машиной, а все его системы были размещены очень плотно внутри маленького пространства. Поэтому задача добавить кабину инструктора, дающую нормальный обзор, оказалась непростой. Конструкторы решили удлинить переднюю часть фюзеляжа, разместив обучающегося перед инструктором. Нос самолёта был слегка наклонён вперёд, чтобы обеспечить инструктору лучший обзор. Две отдельных, расположенных тандемом, кабины имели общий фонарь. Для сохранения положения центра масс пришлось также удлинить и хвостовую часть фюзеляжа. В результате самолёт получился диспропорционально длинным по отношению к размаху крыла и удивительно напоминал банан.
Кроме того пришлось решить задачу аварийного спасения лётчиков. Впервые в мировой практике было реализовано принудительное синхронное катапультирование обоих членов экипажа при полёте в вертикальном режиме, если положение самолёта становилось небезопасным. Катапультирования были синхронизированы с задержкой в 0,6 секунды при ручном катапультировании, а сами кресла обеспечивали разведение траекторий катапультирования для предотвращения столкновений лётчиков друг с другом.

### Начало испытаний
23 марта 1973 года была завершена сборка первого опытного образца (изделие ВМУ-1), получившего бортовой номер 05. В этот же день начался этап «А» совместных государственных испытаний Як-36МУ, проходивших в Жуковском. 17 августа лётчик-испытатель Михаил Дексбах впервые поднял Як-36МУ в воздух, совершив полёт по самолётному профилю (его сопровождал лётчик-испытатель Юрий Митиков на Як-28). В дальнейшем была совершена целая серия полётов по-самолётному, целью которых были определение режимов безопасной эксплуатации машины и калибровка приёмника воздушного давления.
После этого изделие ВМУ-1 было доставлено на испытательную базу 8 ГНИИ ВВС им. Чкалова в городе Ахтубинске, где его испытания продолжались с 25 сентября 1973 года по 31 июля 1974 года. Через месяц после прибытия, 25 октября 1973 года, Михаил Дексбах совершил на самолёте первые два висения. В ноябре-декабре того же года он совершил ещё несколько висений, управляя «Яком» с места инструктора. В феврале 1974 года было совершено несколько полётов, включавших взлёт по-самолётному, запуск в полёте подъёмных двигателей и снижение скорости до висения. 22 марта была достигнута скорость в 900 км/ч на высоте 5000 метров. Через четыре дня Дексбах совершил полёт по «полу-профилю», взлетев вертикально и разогнавшись до 900 км/ч перед тем, как приземлиться по-самолётному. 30 марта 1974 года им впервые был совершён полёт по полному профилю.
Всего за этап «А» государственных испытаний было совершено 90 полётов, что включало как тестовые, так и тренировочные вылеты. По результатам данного этапа Як-36МУ получил положительные отзывы, хотя государственная комиссия рекомендовала заменить часть авионики и оборудования перед началом серийного производства, а также посчитала целесообразным продолжить испытания опытного образца.
В апреле-сентябре 1977 года на борту ТАКР «Киев» прошёл этап «Б» государственных испытаний машины. По его результатам было принято решение о принятии Як-36МУ на вооружение. После этого изделие ВМУ-1 использовалось для тренировки строевых лётчиков — сперва в Ахтубинске, а затем на авиабазе Новофёдоровка в Саках (Крым). После окончания срока службы машина была установлена там же в виде памятника.

### Серийное производство и окончание испытаний

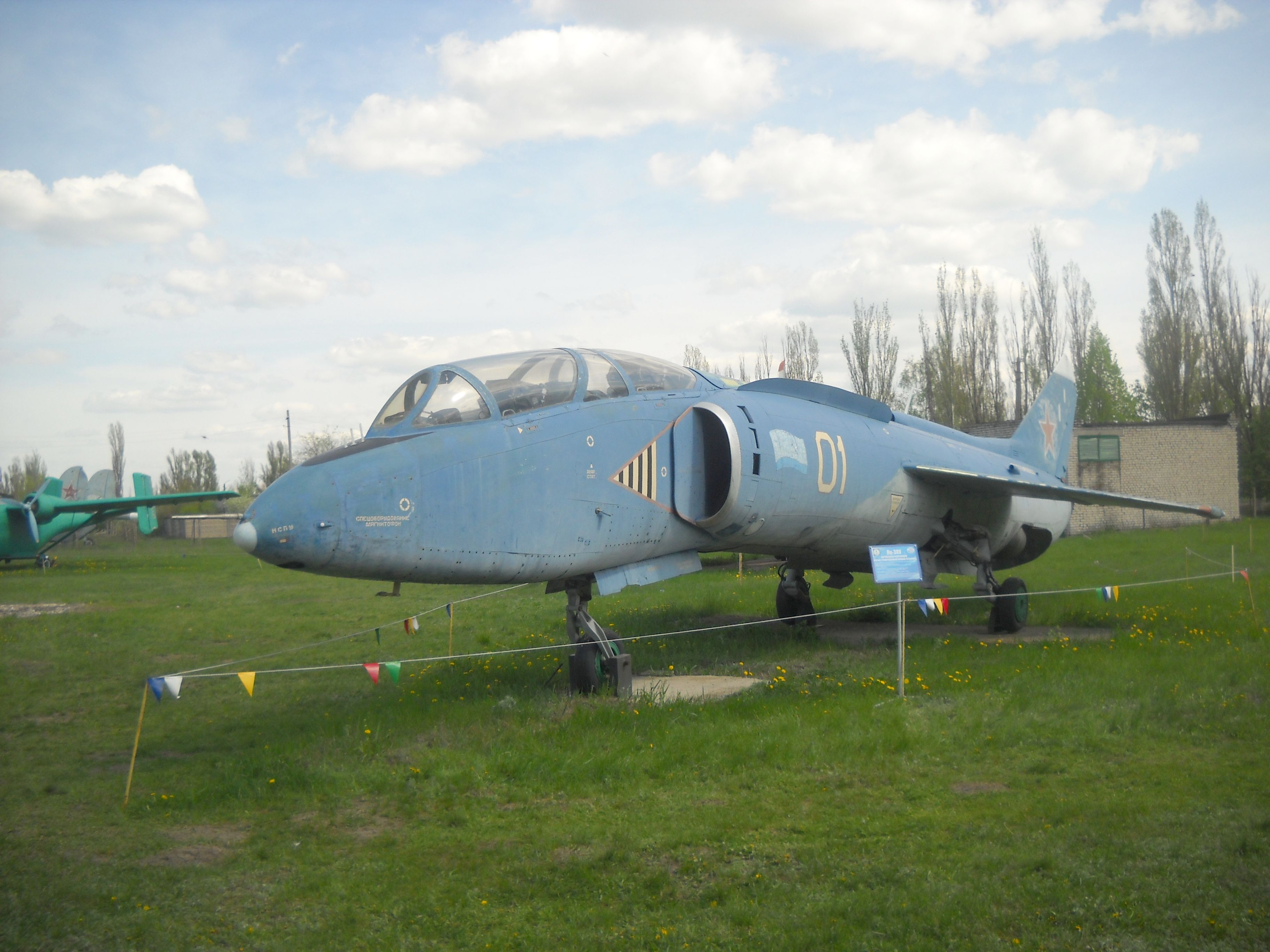
Второй серийный Як-38У в музее Луганского авиаремонтного завода

Документы, необходимые для запуска серийного производства изделия ВМУ были переданы на Саратовский авиазавод в ноябре 1974 года, прямо по расписанию. Первый серийный Як-36МУ был готов в 1975 году. Формирование заводских номеров осуществлялось по той же, что и у Як-36М, схеме, но вторая группа цифр была 776, что давало представление о заводском обозначении новой машины — изделие 76. Серийные номера Як-36МУ присваивались отдельно от Як-36М, порой к ним добавляли суффикс «У». Первая партия содержала две машины (с/н 0101 и 0201), вторая — три (с/н 0102, 0202 и 0302), а последующие партии — по пять. Второй серийный Як-36МУ был доставлен в 8 ГНИИ ВВС им. Чкалова, четвёртый был образцом для статических испытаний (подобно Як-36М с таким же серийным номером).
В ГНИИ ВВС были произведены испытания серийного Як-36МУ, целью которых была проверка его стабильности и управляемости после внесения изменений по результатам этапа «А» государственных испытаний. Главным лётчиком-испытателем на этом этапе был полковник Владилен Хомяков, его заместителем был полковник Виктор Васенков.
Як-36МУ (с/н 0101) имел следующие отличия от опытного образца:
- система спасения экипажа включала катапультные кресла К-36ВМУ
- были внесены изменения в конструкцию воздухозаборников подъёмно-маршевого двигателя
- было установлено шасси с широкой колеёй
- была установлена система автоматического управления САУ-36 на полупроводниковых электронных элементах
- были внесены изменения в приборные панели обеих кабин
- была изменена форма киля, его площадь уменьшилась на 0,1 м2
- изменились различные массы самолёта и положение его центра масс.

Поскольку серийный Як-36МУ не нёс тестового и записывающего оборудования, оценка его возможностей, управляемости и работы всех систем базировалась на впечатлениях лётчиков. Кроме того, для изучения режимов полёта использовались показания бортового регистратора Тестер-УЗЛ.
По результатам этих испытаний 20 апреля 1976 года главой ГНИИ ВВС был составлен отчёт. В нём говорилось об улучшении характеристик самолёта после внесения изменений в его конструкцию, хотя некоторые из этих улучшений были недостаточны и требовалось принять дополнительные меры по этим направлениям до начала этапа «Б» государственных испытаний. В целом высказывалось, что можно рекомендовалось использование самолёта в ВВС и авиации ВМФ. В то же время эксплуатация Як-36У (так самолёт был назван в документе) до окончания этапа «Б» испытаний должна была осуществляться при соблюдении следующих условий:
- максимальная скорость на высоте 5000 м — 750 км/ч
- максимальная эксплуатационная перегрузка — 3 g
- взлёт и посадка по самолётному профилю при наличии бокового ветра, дующего перпендикулярно направлению полёта, могут осуществляться только, если его скорость не превышает 7 м/с
- полёты должны выполняться только экипажем из двух лётчиков

6 октября 1976 года самолёт получил новый индекс — Як-38У. Третий серийный «Як» 27 декабря 1976 года был доставлен в ГНИИ ВВС для участия в этапе «Б» государственных испытаний. Тесты его и изделия ВМУ-1 продолжались с 8 апреля до 12 сентября 1977 года. Полёты осуществляли лётчики-испытатели В. Хомяков, В. Васенков и В. Голуб. Всего за это время на двух машинах было выполнено 40 полётов, из них 35 испытательных. В целом, в ходе государственных испытаний Як-38У совершили 130 полётов. Приказом министра обороны СССР от 15 ноября 1978 года Як-38У был принят на вооружение. Серийное производство Як-38У шло параллельно с Як-38, в год собирали 4 — 5 машин. Всего до 1985 года на Саратовском авиазаводе было собрано 33 серийных Як-38У, последней была машина с серийным номером 0308 (третий самолёт восьмой партии).

### Эксплуатация

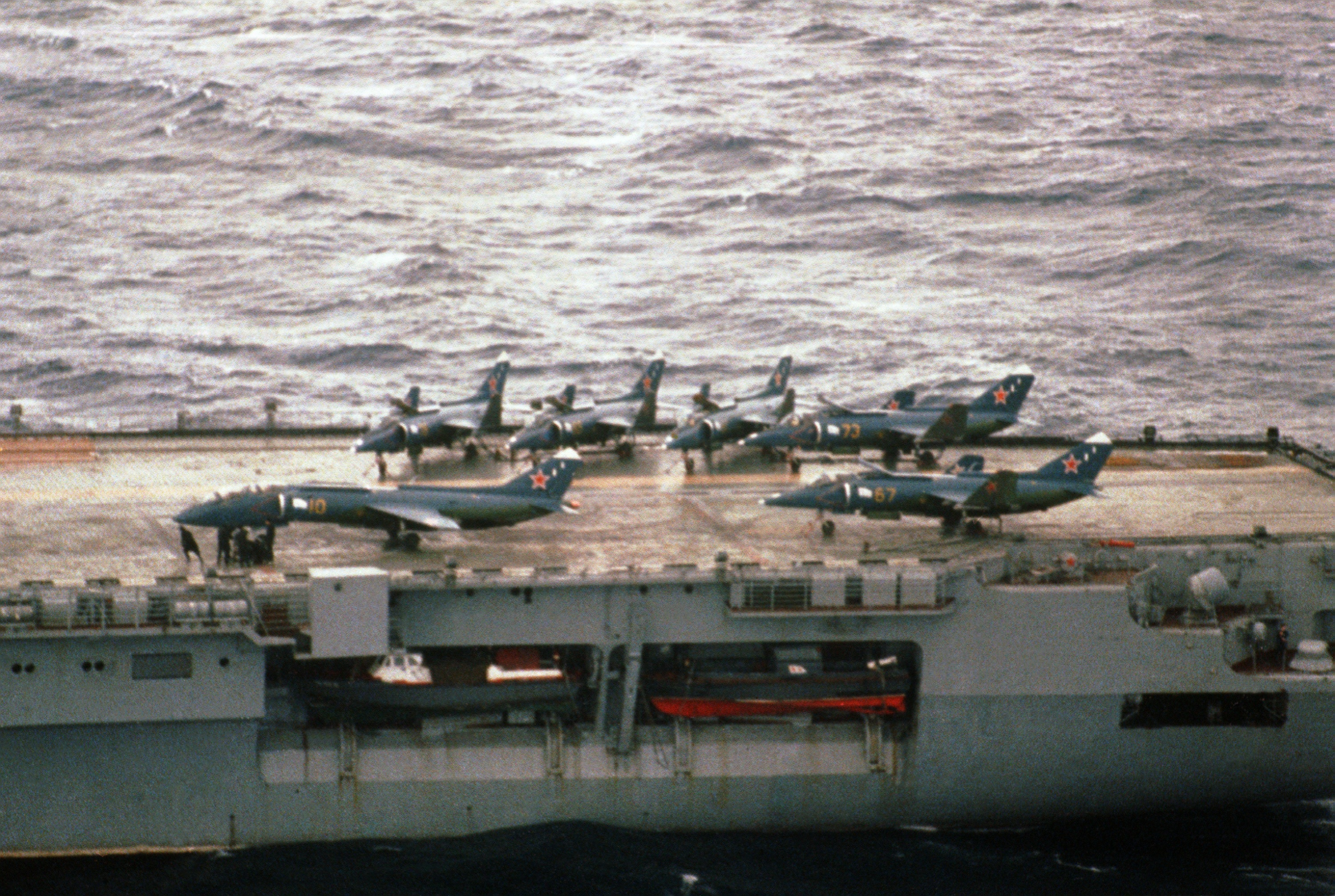
Як-38У и пять штурмовиков Як-38 на палубе авианесущего крейсера «Киев», 1988 год

Штатно, на борту каждого авианесущего крейсера размещалось 1—2 Як-38У, использовавшихся для подготовки новых лётчиков. За время эксплуатации с самолётами этой модели случилось 9 аварий, при этом было потеряно 8 машин и погибло четверо лётчиков.

### Снятие с вооружения

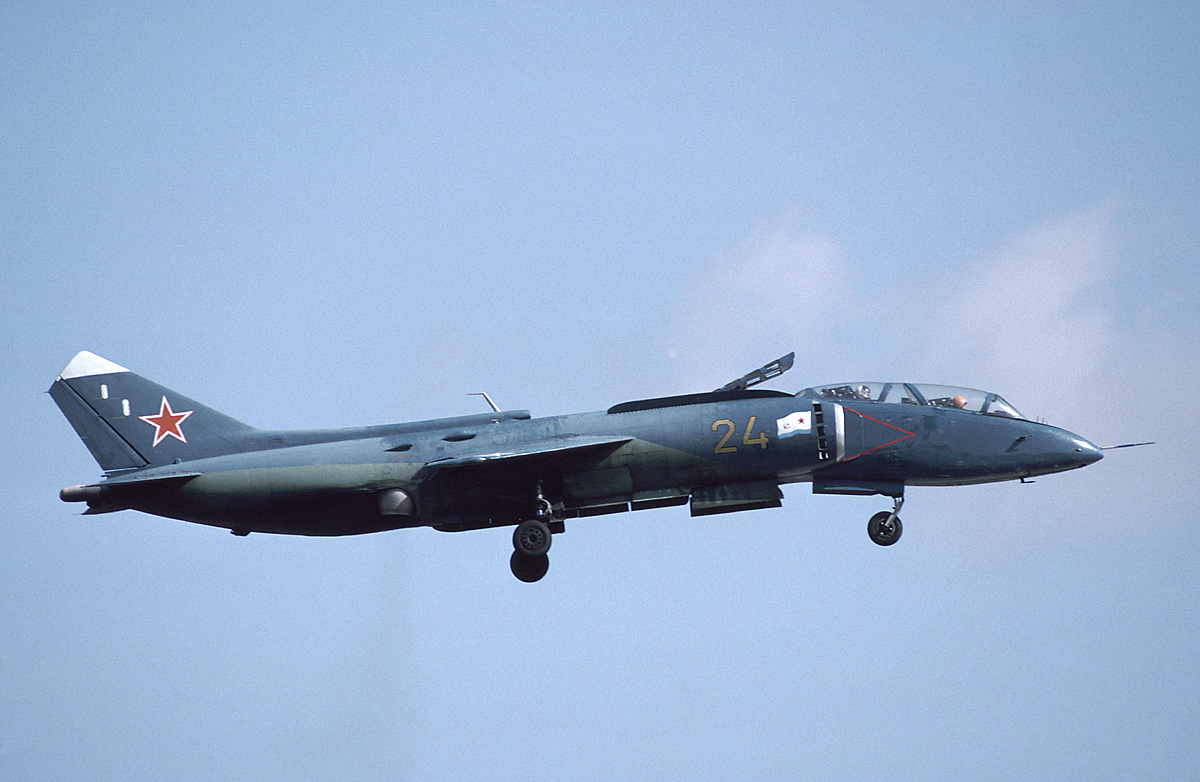
Один из последних летающих Як-38У во время показательного полёта на авиасалоне МАКС-1993

После снятия с вооружения Як-38У участвовали лишь в редких демонстрационных полётах. Последний раз самолёт был продемонстрирован публике на авиасалоне МАКС-95, проходившим в Жуковском с 21 по 26 августа 1995 года. Як-38У (б/н 07 «жёлтый», с/н 0207) пилотировали лётчики-испытатели ЛИИ Евгений Козлов и Александр Крутов.

## Конструкция

### Фюзеляж
Як-38У имеет удлинённую, по сравнению с Як-38, и слегка наклонённую переднюю часть фюзеляжа, в которой тандемом размещены кабины лётчиков. Задняя часть фюзеляжа также удлинена, а площадь горизонтального оперения увеличена.

### Кабины лётчиков
Кабины лётчиков имеют общий фонарь и отделены друг от друга стеклянной перегородкой. Сбрасываемые части фонаря открываются вправо-вбок.

## Модификации
| Название модели                  | Краткие характеристики, отличия.                            |
| -------------------------------- | ----------------------------------------------------------- |
| Як-36МУ (изделие ВМУ)            | Экспериментальный учебно-тренировочный СВВП на базе Як-36М. |
| Як-38У (изделие ВМУ, изделие 76) | Обозначение серийных учебно-тренировочных СВВП Як-36МУ.     |

## Аварии и происшествия
За годы эксплуатации Як-38У с самолётами этого типа произошло 9 аварий. В результате было потеряно 8 машин, погибло четверо лётчиков.
- 7 июня 1979 года (по другим данным 7 апреля) — потеря машиной управляемости во время захода на посадку из-за проблем с системой запуска подъёмных двигателей. Самолёт (б/н 08 «жёлтый», с/н 0203, ТАКР «Минск») утонул в море, лётчики катапультировались и не пострадали.
- 27 декабря 1979 года — отказ поворотного механизма сопел ПМД во время взлёта с коротким разбегом. Самолёт (б/н 09 «жёлтый», с/н 0303, ТАКР «Минск») утонул в море, лётчики катапультировались и не пострадали, не считая синяков и ушибов.
- 30 января 1984 года — выход из строя подъёмных двигателей, приведший к потере машиной управляемости и выходу в пике (ТАКР «Минск»). Самолёт утонул в море, лётчики (Волков А. В. и Десятников А. Н.) катапультировались и не пострадали.
- 4 декабря 1985 года — ночной полёт на малой высоте, оба лётчика (Оситнянко и Хапокныш) пропали без вести.
- 16 апреля 1986 года — потеря экипажем управления и срыв машины в штопор (аэродром Новофёдоровка, Саки). Лётчики (Атласов Г. Ф. и Бакулин Г. Г.) катапультировались, один получил травму. Самолёт потерян.
- 8 июня 1987 года — выход в сваливание в результате ошибки экипажа (аэродром Пристань). Лётчики (Анкудинов Ю. Е. и Красовский В. Н.) катапультировались и не пострадали. Самолёт потерян.
- 12 июня 1988 года (по другим данным 12 июля) — авария при взлёте с коротким разбегом из-за ошибки экипажа (ТАКР «Баку»). Самолёт утонул в море, лётчики (Светашов В. А. и Руденко Н. П.) катапультировались и не пострадали.
- 22 сентября 1988 года — выход в сваливание в результате ошибки экипажа и столкновение с водой (аэродром Пристань). Самолёт утонул, оба лётчика (Белик Ю. В. и Коннов А. Н.) погибли.
- март 1990 года — помпаж двигателя при заходе на посадку, сработала система автоматического катапультирования, пустой самолёт приземлился на землю без повреждений. Лётчики (Королёв А. П. и Пархоменко) не пострадали.

## Сравнение с аналогами

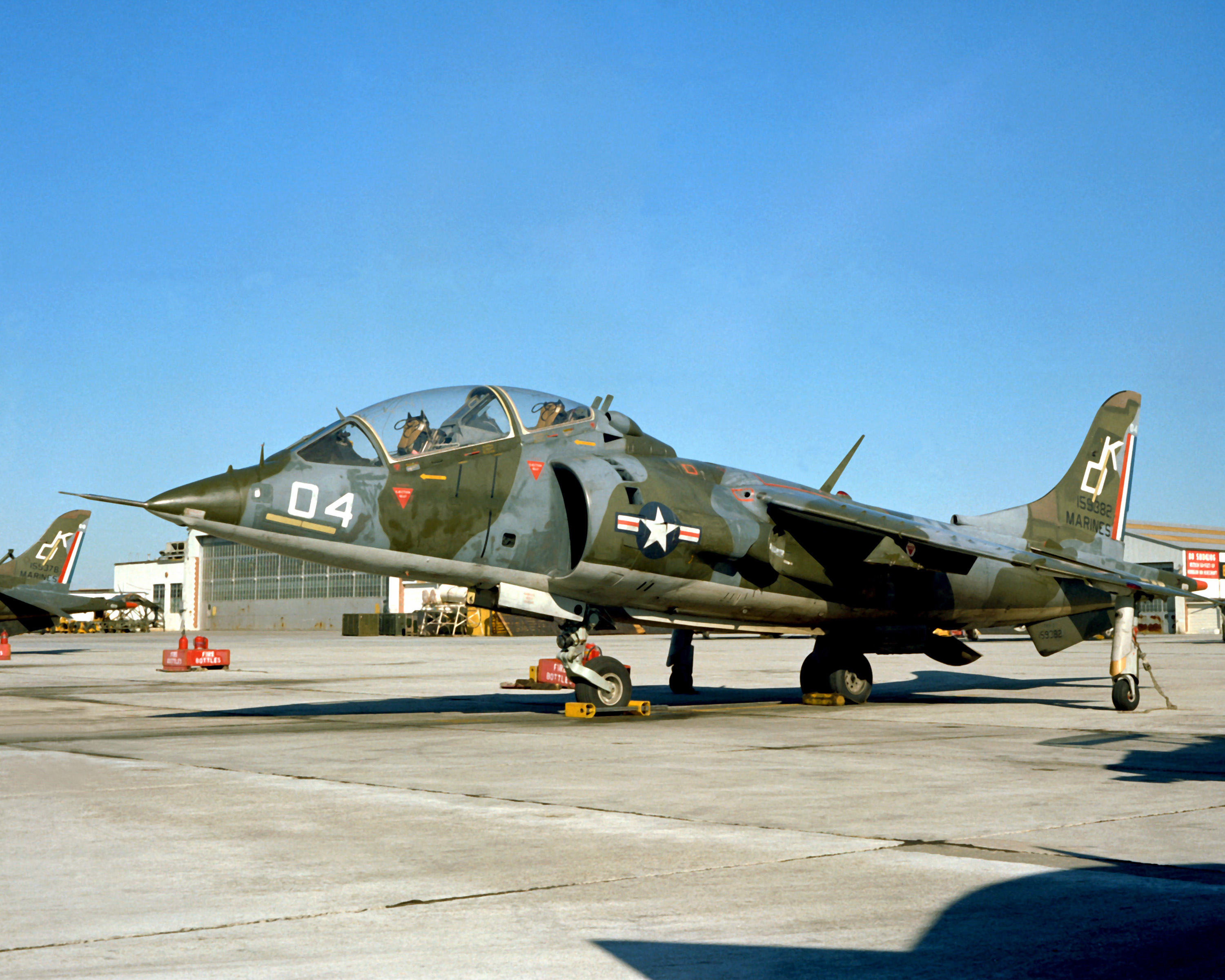
TAV-8A Корпуса морской пехоты США

Аналогами Як-38У являются учебно-тренировочные модификации различных представителей СВВП типа «Харриер».

## Лётно-технические характеристики
Источник

### Технические характеристики
- Экипаж: 2 человека
- Длина: 17,76 м
- Размах крыла:
  - в сложенном положении: 4,45 м
  - в развёрнутом положении: 7,022 м
- Высота: 4,25 м
- Площадь крыла: 18,41 м²
- Масса:
  - пустого: 8390 кг
  - максимальная взлётная масса:
    - при разбеге: нет данных
    - при вертикальном взлёте: 10 000 кг

  - масса топлива внутри: 2750 кг
- Двигатели:
  - Подъёмно-маршевый двигатель Р27В-300
    - тип двигателя: турбореактивный одноконтурный с управляемым вектором тяги
    - количество: 1
    - максимальная тяга: 1 × 5900 кгс
    - масса двигателя: 1350 кг
    - управление вектором тяги: −90°

  - Подъёмный двигатель РД-36-35ФВ (позднее заменён на РД-36-35ФВР)
    - тип двигателя: турбореактивный одноконтурный
    - количество: 2
    - максимальная тяга: 2 × 2900 кгс

### Лётные характеристики
- Максимальная скорость:
  - на высоте: нет данных
  - у земли: 850 км/ч
- Практический потолок: 5000 м

### Рекомендуемая литература
- Yefim Gordon. Yakovlev Yak-36, Yak-38 & Yak-41: The Soviet 'Jump Jets' / Translation by Dmitriy Komissarov. — Hinckley, England, UK: Midland Publishing, 2008. — 145 p. — ISBN 978-1-85780-287-0.

### Другие издания по теме
- Балакин С. А., Заблоцкий В. П. Советские авианосцы. Авианесущие крейсера адмирала Горшкова. — М.: Коллекция, Яуза, ЭКСМО, 2007. — 240 с. — 3000 экз. — ISBN 978-5-699-20954-5.
- Лунёв Ю. Вертикалка // Мир авиации. — М., 1994. — № 6. — С. 16-25. — ISSN 0869-7450.
- Ружицкий Е. И. Европейские самолёты вертикального взлёта. — М.: Астрель, АСТ, 2000. — 256 с. — 10 000 экз. — ISBN 5-271-00863-0 (ООО "Издательство Астрель"), ISBN 5-17-002848-2 (ООО "Издательство АСТ").
- Фомин А. В. Су-33. Корабельная эпопея. — М.: РА Интервестник, 2003. — 248 с. — ISBN 5-93511-006-7.
- John Fricker and Piotr Butowski. Yakovlev's V/STOL Fighters. Yak-36, Yak-38, Yak-41 and Yak-141. — Hinckley, England, UK: Midland Publishing, 1995. — ISBN 1-85780-041-9.